# Multi-paradigmaprogrammeertaal
Een multi-paradigmaprogrammeertaal is een programmeertaal waarbij er verschillende complementaire programmeertechnieken en -concepten door elkaar kunnen worden gebruikt. In de praktijk leidt dat tot een gelaagde set van gaandeweg meer expressieve technieken, waarbij concepten uit een eerder programmeerparadigma aangevuld worden met nieuwe mogelijkheden. Enkele voorbeelden van multi-paradigmaprogrammeertalen zijn C++, JavaScript en Mozart.